# Salzburg (kraj związkowy)

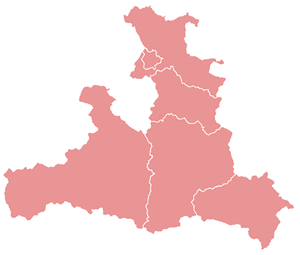
Salzburg w podziale na powiaty

Salzburg (niem. Land Salzburg) – kraj związkowy w środkowej Austrii. Graniczy z Niemcami i Włochami. Stolicą kraju związkowego jest miasto statutarne Salzburg.

## Podział administracyjny
Salzburg składa się z jednego miasta statutarnego (Statutarstadt) oraz pięciu powiatów (Bezirk). W skład powiatów wchodzi 119 gmin, w tym jedenaście gmin miejskich (Stadt) oraz 25 gmin targowych (Marktgemeinde).
- Miasta statutarne
  - Salzburg – 65,65 km², 156 619 mieszkańców
- Powiaty:
  - Hallein – siedziba: Hallein, 668,35 km², 61 660 mieszkańców, 13 gmin,
  - Salzburg-Umgebung – siedziba: Salzburg, 1004,47 km², 157 440 mieszkańców, 37 gmin,
  - St. Johann im Pongau – siedziba: St. Johann im Pongau, 1755,37 km², 82 565 mieszkańców, 25 gmin,
  - Tamsweg – siedziba: Tamsweg, 1019,65 km², 20 437 mieszkańców, 15 gmin,
  - Zell am See – siedziba: Zell am See, 2641,07 km², 89 625 mieszkańców, 28 gmin.

## Gospodarka
W regionie rozwinął się przemysł drzewny, papierniczy, metalowy, maszynowy, spożywczy oraz materiałów budowlanych. Ponadto w regionie hoduje się bydło, trzodę chlewną, drób oraz owce.

## Wybory lokalne
Według wstępnych wyników w wyborach lokalnych w 2009 wygrali socjaldemokraci (ok. 37% głosów) przed chadekami (ok. 36%), „zielonymi” (ok. 8%) i skrajnie prawicową FPÖ (ok. 5%).